# Androcorys gracilis
Androcorys gracilis är en orkidéart som först beskrevs av George King och Robert Pantling, och fick sitt nu gällande namn av Rudolf Schlechter. Androcorys gracilis ingår i släktet Androcorys och familjen orkidéer. Inga underarter finns listade i Catalogue of Life.